# Diaphylla hispida
Diaphylla hispida är en skalbaggsart som beskrevs av Wilhelm Ferdinand Erichson 1847. Diaphylla hispida ingår i släktet Diaphylla och familjen Melolonthidae. Inga underarter finns listade i Catalogue of Life.